# Paceville
Paceville – część St. Julian’s, główne miasteczko imprezowe i ośrodek życia nocnego Malty. Znajduje się pomiędzy zatokami Spinola Bay i St Julian’s Bay na południu, Morzem Śródziemnym na wschodzie i zatoką St. George’s Bay na północy. Jest nieformalną jednostką administracyjną kierowaną przez Komitet Administracyjny Paceville (malt. Kumitat Amministrattiv Paceville).

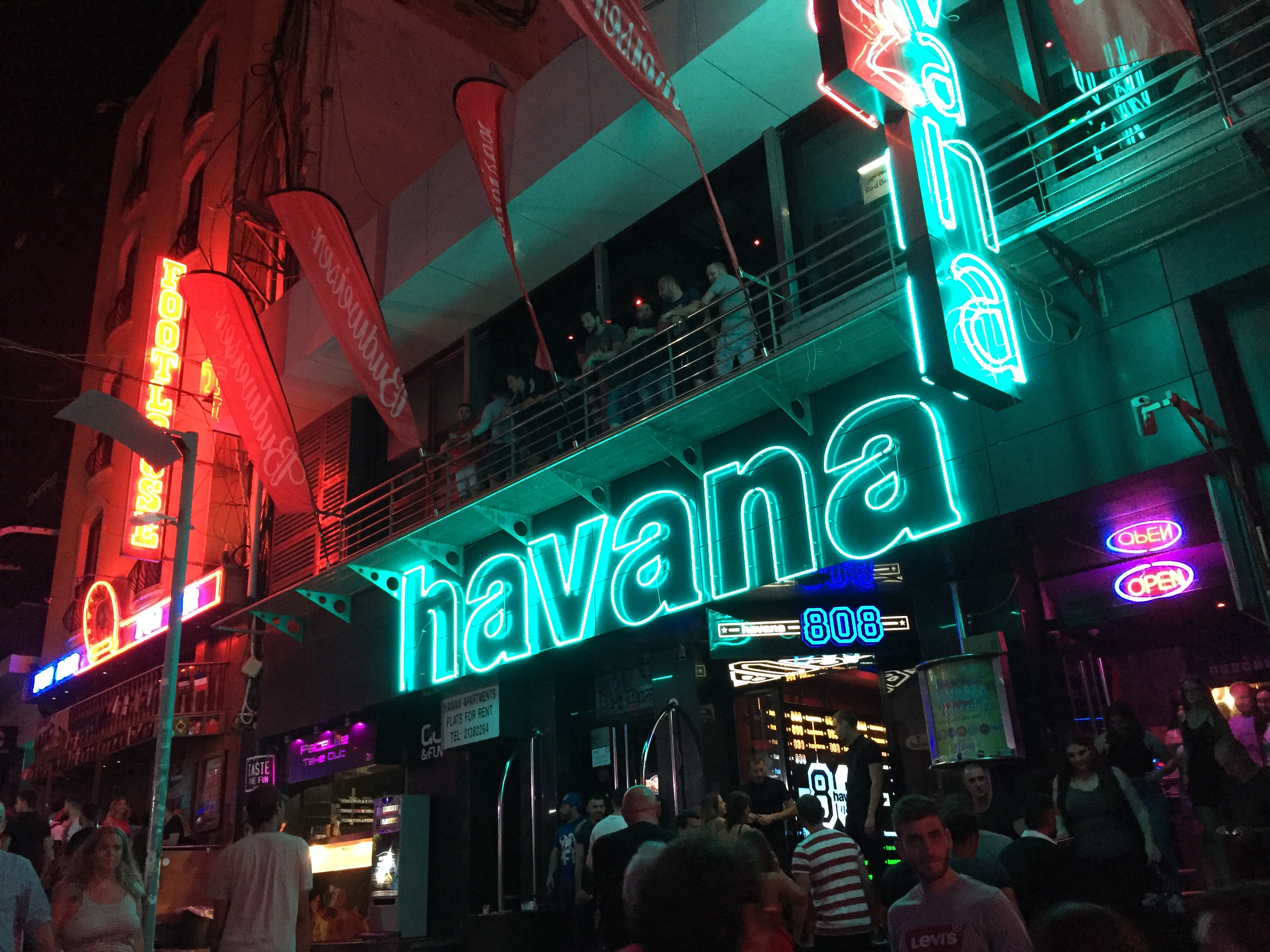
Klub nocny Hawana

W Paceville są uliczki z dużą liczbą barów, klubów muzycznych i dyskotek, kasyn, klubów nocnych, kin. Większość klubów muzycznych i dyskotek w Paceville ma bezpłatny wstęp i są zwykle otwarte do wczesnych godzin porannych.
Znajduje się tu m.in.
- Centrum handlowe Bay Street
- najwyższy wieżowiec na Malcie – Portomaso Business Tower
- kilka hoteli, w tym hotel Hilton

Znajduje się tu plaża nad zatoką St. George’s Bay. Teren wokół plaży jest silnie zurbanizowany, funkcjonują tu kluby nocne, bary, kawiarnie, dyskoteki, centrum handlowe, hotele. Współrzędne geograficzne plaży: 35°55′33,3″N 14°29′15,9″E/35,925917 14,487750.